# Ensayara entrichoma
Ensayara entrichoma är en kräftdjursart som beskrevs av Joseph Benson Gable och Lazo-Wasem 1990. Ensayara entrichoma ingår i släktet Ensayara och familjen Endevouridae. Inga underarter finns listade i Catalogue of Life.